# Nyírbátori kistérség
A Nyírbátori kistérség kistérség Szabolcs-Szatmár-Bereg megyében, központja: Nyírbátor.

## Települései
- Bátorliget
- Encsencs
- Kisléta
- Máriapócs
- Nyírbátor
- Nyírbéltek
- Nyírbogát
- Nyírcsászári
- Nyírderzs
- Nyírgelse
- Nyírgyulaj
- Nyírlugos
- Nyírmihálydi
- Nyírpilis
- Nyírvasvári
- Ömböly
- Penészlek
- Piricse
- Pócspetri
- Terem